# Presse écrite web en Belgique

## Journaux
- L'Avenir
- La Meuse
- Le Soir
- La Libre Belgique
- La DH Les Sports+
- L'Écho
- La Province
- La Capitale
- La Nouvelle Gazette
- Nord Éclair
- Metro (français, néerlandais)

## Hebdomadaires
- Le Vif/L'Express

## Archives et veille
Ces sites permettent de consulter et de rechercher dans les archives et l'actualité de la presse belge.
- Pressbanking (essentiellement francophone)
- GoPress (essentiellement néerlandophone)

## Uniquement sur Internet
- Daardaar
- Belgicatho
- Today In Liège
- De Wereld Morgen
- Sudpresse.be
- 7sur7
- Proxi-Liège
- Le Suricate magazine
- Actu-Moteurs.com
- Brusselsstar
- The Brussels Times
- Bruxelles Bondy Blog